# Tacazzea
Tacazzea là chi thực vật có hoa trong họ Apocynaceae.